# Sunnfjord

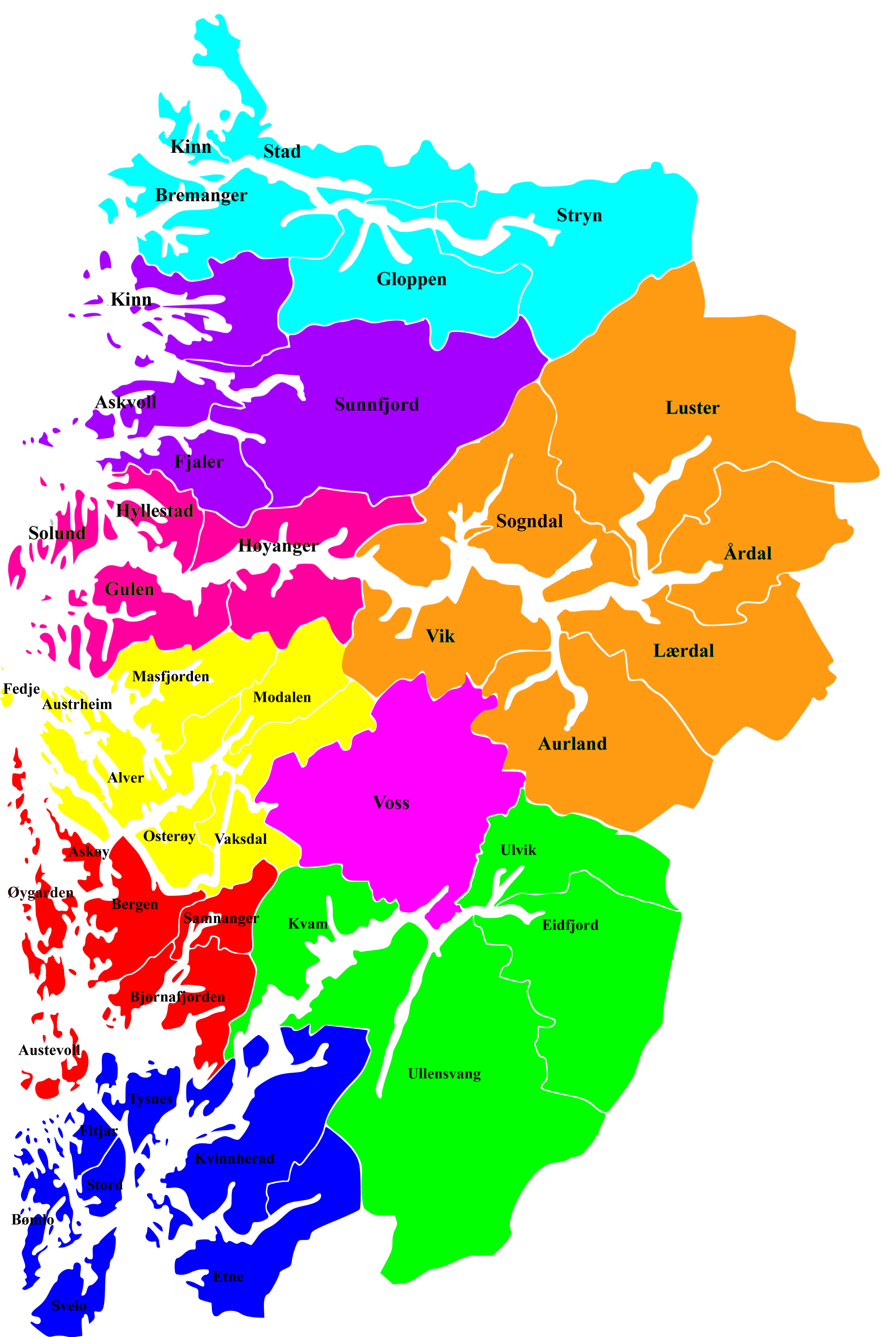
Landskap i Vestland fylke. Sunnfjord är markerat med lila färg.

Sunnfjord är ett landskap i Vestland fylke i västra Norge. Landskapet är det mellersta av de tre landskap som tillsammans utgjorde dåvarande Sogn og Fjordane fylke. De andra två är Sogn och Nordfjord. Historiskt har dessa landskap haft fögderistatus. Sedan 2020 ingår de i Vestland fylke.
Landskapet Sunnfjord omfattar kommunerna Askvoll, Fjaler och Sunnfjord samt de södra delarna av kommunerna Bremanger och Kinn, vars övriga delar räknas till landskapet Nordfjord.

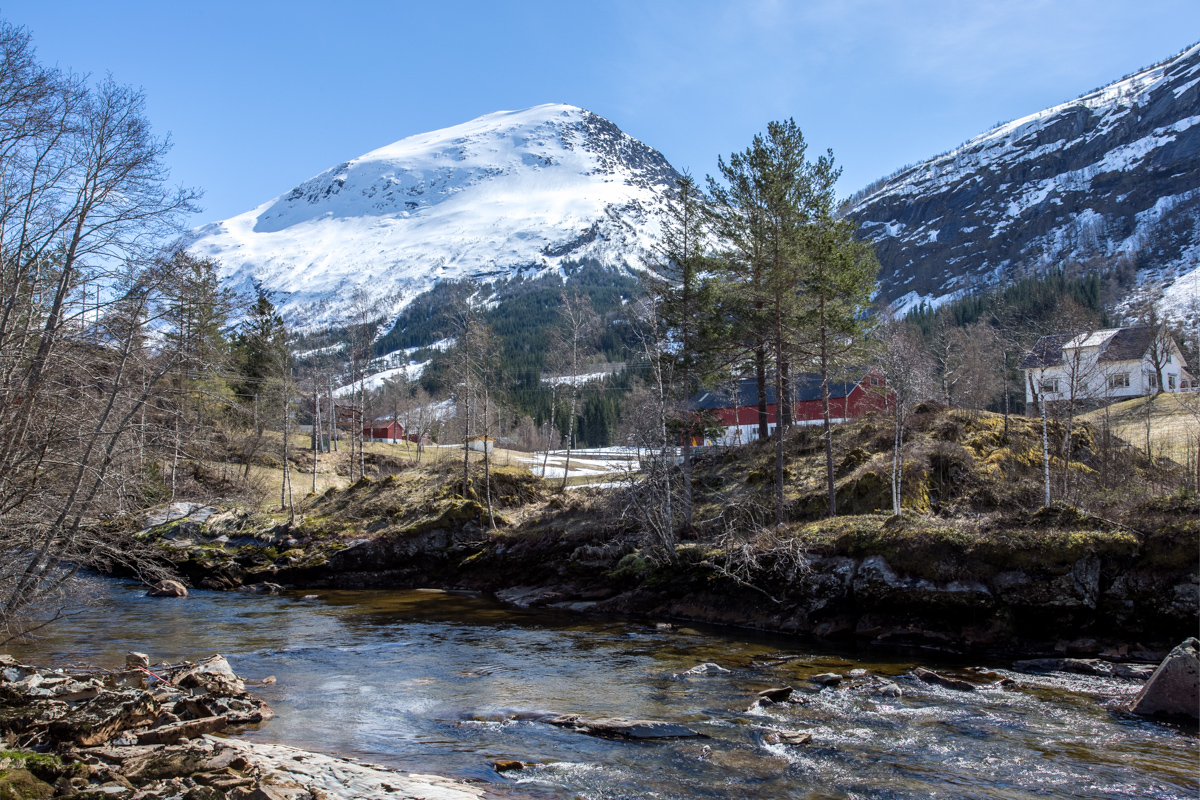
Stardalselva och fjället Dauremålsnipa i Sunnfjord, maj 2015.

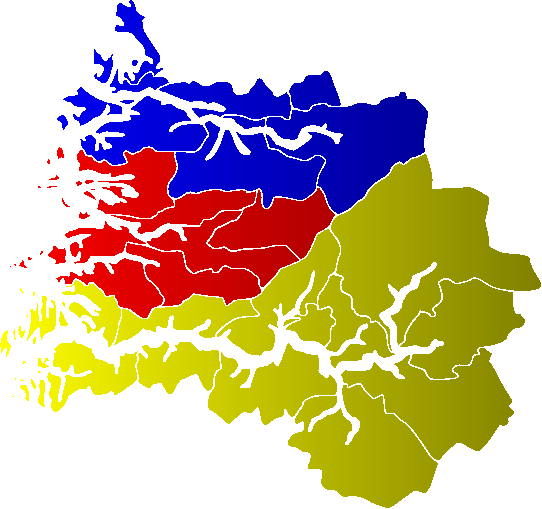
Landskapen i det tidigare fylket Sogn og Fjordane: Sogn gult, Sunnfjord rött och Nordfjord blått.